# Box PC

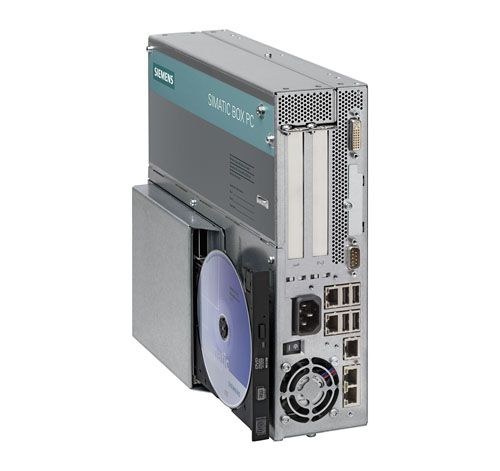
Siemens Box-PC 627B

Ein Box-PC ist eine spezielle Bauform des Industrie-PC, die durch ein besonders robustes, meist quaderförmiges Gehäuse sowie kompakte und lüfterlose Bauweise für den zuverlässigen Einsatz in industriellen Umgebungen konzipiert ist.
Box-PCs finden Anwendung in Bereichen wie Maschinenbau, Anlagenautomatisierung, Gebäudeautomation, Prozessleittechnik, Edge-Computing und als zentrale Steuerungseinheiten für industrielle Kommunikations-, Visualisierungs- oder IoT-Aufgaben.

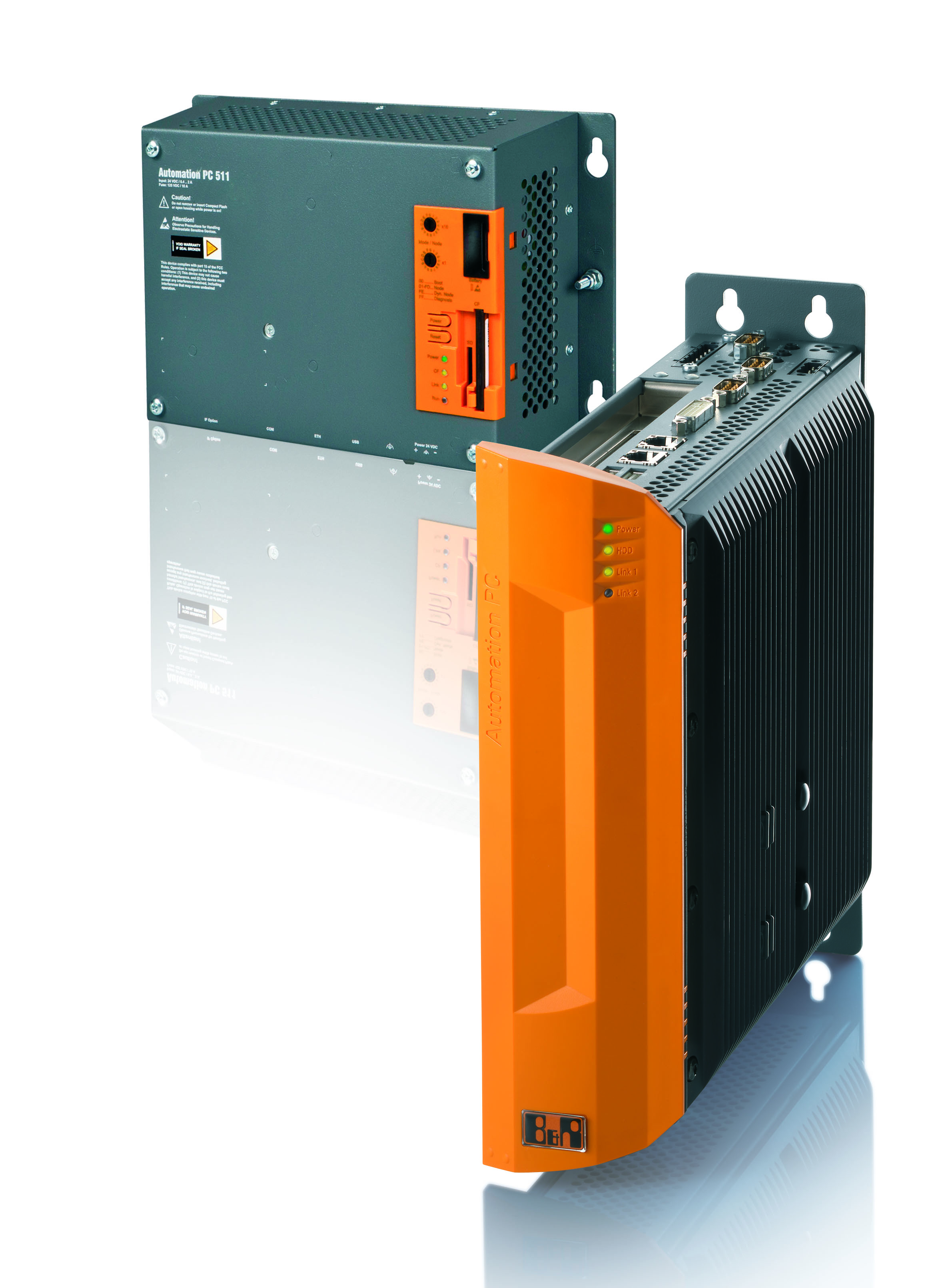
B&R Automation PC 510 / 511

Die Bauweise eines Box-PCs umfasst stabile Gehäuse aus Aluminium oder Stahlblech, die gleichzeitig als passive Kühlkörper dienen. Durch den Verzicht auf Lüfter und mechanisch bewegte Bauteile sind Box-PCs besonders wartungsarm und für den Dauereinsatz unter schwierigen Umweltbedingungen wie Staub, Vibration, Temperaturschwankungen oder Feuchtigkeit geeignet.
Typische Bauformen sind:
- Shoe-Box-PCs: Mit Gehäuseabmessungen ähnlich einem Schuhkarton, meist mit Erweiterungssteckplätzen für industrielle Steckkarten (PCI, PCIe).
- Flache Box-PCs: Direkt hinter Displays als Rechnermodul für Panel-PCs montierbar.
- Ultra-Kompakt-PCs: Sehr kleine, für Hutschiene oder Feldintegration geeignete Systeme.[3]

Die Montage ist flexibel möglich: im Schaltschrank, an Wänden, auf Hutschienen oder direkt an Maschinen.

## Entwicklung
Box-PCs entwickelten sich ab den 1990er-Jahren als Antwort auf die Anforderungen industrieller Fertigung, Steuerung und Überwachung außerhalb klimatisierter Rechenzentren. Mit zunehmender Vernetzung und Digitalisierung der Produktionsanlagen gewannen sie insbesondere als dezentrale Steuer- und Visualisierungseinheiten an Bedeutung.

## Technische Merkmale und Hardwareausstattung
Box-PCs sind auf den 24/7-Betrieb unter industriellen Bedingungen ausgelegt.
Zu den wesentlichen technischen Merkmalen gehören:
- Gehäusematerial: Überwiegend Aluminium oder Stahlblech, oft eloxiert oder pulverbeschichtet, bietet Schutz vor mechanischer Beanspruchung, Staub und elektromagnetischen Störungen.[2]
- Passive Kühlung: Die Wärmeableitung erfolgt fast immer ausschließlich über das Gehäuse, was einen lüfterlosen und dadurch besonders wartungsarmen Betrieb ermöglicht.[1]
- Schutzarten: Je nach Anforderung erfüllen Box-PCs Schutzklassen bis IP65 für den Einsatz in feuchter oder staubiger Umgebung.[2]

Die Hardwarebasis bilden industrielle x86- oder ARM-Architektur-Prozessoren.
Typisch sind:
- Intel Atom, Intel Celeron, Intel Core (i3/i5/i7/i9), AMD Ryzen Embedded, seltener ARM Cortex.
- Arbeitsspeicher von 2 bis 64 GB (meist DDR4, optional mit ECC).
- Massenspeicher: SSD (SATA oder NVMe/M.2), CFast- oder CompactFlash-Karten.[3]

Die wichtigsten Schnittstellen:
- mehrere Gigabit-Ethernet-Ports (teils redundant, oft PoE-fähig)
- USB 2.0, USB 3.0, USB-C
- serielle Ports (RS-232, RS-485)
- digitale/analoge I/O (24V DI/DO, ADC)
- Feldbusse (CAN-Bus, PROFIBUS, PROFINET, EtherCAT)
- Videointerfaces (HDMI, DisplayPort, DVI, VGA)
- optionale Funkmodule (WLAN, Bluetooth, LTE, 5G)

Die Stromversorgung erfolgt über weite Gleichspannungsbereiche (z. B. 9–48 V DC) mit Schutzfunktionen gegen Überspannung, Verpolung und Kurzschluss.

## Betriebssysteme und Software
Eingesetzt werden spezialisierte Windows IoT Enterprise, Windows Embedded, verschiedene Linux-Distributionen sowie Echtzeitbetriebssysteme wie QNX oder VxWorks.
Viele Modelle bieten Features wie Secure Boot, TPM, Hardwareverschlüsselung, Remote-Management und Virtualisierung für die Integration in moderne Automatisierungs- und IoT-Umgebungen.

## Vorteile von Box-PCs
- Robustheit: Durch massive Gehäuse aus Aluminium oder Stahlblech und den Verzicht auf Lüfter und bewegliche Teile sind Box-PCs besonders widerstandsfähig gegenüber Erschütterungen, Vibrationen und Stößen.[2][1]
- Lüfterloser Betrieb: Die passive Kühlung minimiert das Eindringen von Staub und verlängert die Wartungsintervalle erheblich. Das reduziert Ausfallrisiken und vereinfacht die Installation in geschlossenen, schwer zugänglichen Schaltschränken.[1]
- Zuverlässigkeit im Dauerbetrieb: Industrielle Box-PCs sind für den 24/7-Einsatz ausgelegt und können über viele Jahre hinweg ohne signifikante Ausfallwahrscheinlichkeit betrieben werden.[3][2]
- Erweiterte Temperaturbereiche: Viele Modelle sind für den sicheren Betrieb in Temperaturbereichen von −25 °C bis +60 °C und darüber hinaus zertifiziert.[2]
- EMV-Schutz und Schutzarten: Das Gehäusedesign erfüllt hohe Anforderungen an die elektromagnetische Verträglichkeit und ermöglicht Schutzarten bis IP65/IP67, was die Integration auch in staubigen oder feuchten Umgebungen zulässt.[2]
- Flexible Montage: Vielfältige Befestigungsmöglichkeiten (z. B. Hutschiene, Wand, Maschine) erlauben die Integration auch bei beengten Platzverhältnissen.[3]
- Vielzahl an Schnittstellen: Box-PCs verfügen über zahlreiche, oft industrietypische Schnittstellen für Ethernet, serielle Kommunikation, USB, Feldbusse und I/O, wodurch sie universell einsetzbar sind.[1][2]
- Langzeitverfügbarkeit und Kompatibilität: Komponenten und Plattformen werden häufig über viele Jahre unverändert angeboten und unterstützen verschiedene Betriebssysteme wie Windows IoT, Linux und diverse Echtzeitbetriebssysteme.[2]

## Nachteile von Box-PCs
- Begrenzte interne Erweiterbarkeit: Durch die kompakte, lüfterlose Bauweise sind Möglichkeiten zur Nachrüstung von Steckkarten, Festplatten oder zusätzlichen Modulen meist stark eingeschränkt.[1][3]
- Leistungsgrenzen durch Passivkühlung: Da die Abwärme ausschließlich über das Gehäuse abgeführt wird, ist die Integration sehr leistungsstarker Prozessoren oder dedizierter Grafikkarten limitiert.[1][2]
- Höhere Anschaffungskosten: Im Vergleich zu klassischen Desktop-PCs liegen die Kosten für industrielle Box-PCs deutlich höher, werden jedoch durch längere Lebenszyklen, geringere Ausfallraten und reduzierten Wartungsaufwand kompensiert.[3]
- Spezialisierung: Box-PCs sind für spezifische industrielle Anwendungen konzipiert und daher nicht immer flexibel oder universell mit Consumer-Hardware erweiterbar.
- Wärmeabfuhr abhängig vom Einbau: Wird der Box-PC in besonders engen oder schlecht belüfteten Gehäusen verbaut, kann die Wärmeableitung eingeschränkt sein, was die zulässige Dauerlast reduziert.[2]

## Weitere technische Details
- Prozessortechnologie: Verwendet werden vorwiegend stromsparende, industrielle CPUs wie Intel Atom, Intel Celeron, i3, i5, i7, i9 oder AMD Ryzen Embedded.[2]
- Speicherausstattung: Arbeitsspeicher von 2 bis 64 GB (meist DDR4), Massenspeicher als SSD (SATA oder NVMe), CFast- oder CompactFlash-Karten.[3]
- Schnittstellenvielfalt: Gigabit-Ethernet (oft redundant), serielle Schnittstellen (RS-232, RS-485), digitale und analoge Ein-/Ausgänge, HDMI/DisplayPort/DVI/VGA, USB (2.0/3.0/C), Feldbus (CAN-Bus, PROFINET, EtherCAT), Wireless-Module (WLAN, LTE, 5G).[1][2]
- Betriebssystemvielfalt: Windows IoT Enterprise, Linux-Distributionen, Echtzeitbetriebssysteme.[2][3]
- Sicherheitsfeatures: TPM, Secure Boot, optional Hardwareverschlüsselung und Fernwartung.[2]

## Typische Anwendungen
Box-PCs sind eine bevorzugte Hardwareplattform für:
- Maschinen- und Anlagensteuerung, dezentrale Prozessüberwachung
- Industrielle Bildverarbeitung und Qualitätssicherung
- Datenerfassung, Edge Computing und IoT-Gateways
- Gebäudeautomation, Verkehrstechnik, Medizintechnik, Sicherheits- und Überwachungssysteme
- Visualisierung und Bedienung als Rechnermodul hinter industriellen Panel-PCs